# Actinotia sikkimensis
Actinotia sikkimensis là một loài bướm đêm trong họ Noctuidae.